# 山畑横穴群
山畑横穴群（やまはたよこあなぐん）または山畑横穴古墳群（やまはたよこあなこふんぐん）は、宮城県大崎市三本木蟻ヶ袋山畑にある古墳時代後期から奈良・平安時代初頭の横穴墓群である。6・10・15号墓には彩色壁画が確認されており、装飾を有する横穴墓群としては最も北に位置する。1973年（昭和48年）12月15日、国の史跡に指定された。

## 概要
浮石凝灰岩でできた丘陵の南斜面に位置する。1972年（昭和47年）に26基を確認、そのうち23基が発掘調査された。
玄室立面形は宝形・切妻・寄棟・アーチ状と多様で、台床を備えるものもある。
本横穴墓群を特徴付けるのは6・10・15号墳の装飾横穴墓で、玄室や玄門・羨道に線・珠文・同心円文を朱描きする。6号墓の玄室にはかすかに朱描の線が、また10号墓の玄室には朱描の線・珠文・同心円文が認められる。15号墓の玄室および玄門・羨道には格子状の朱線が描かれている。これら3基は玄室の構造・形態から15→10→6の順で造営されたと考えられる。
遺物は土師器（坏・蓋・高坏・壺・長胴甕）・須恵器（坏・蓋・提瓶・長頸壺・短頸壺）・鉄製品（刀子・鏃・鞘尻・斧）で、その多くは前庭部や外部から出土した。
本横穴群は6世紀末に造営が始まり、追葬を行いつつ9世紀まで使用された。
調査終了後、横穴群は保存のために埋め戻されたが、隣接して建てられた資料館に15号墓が復元され、出土品とともに展示されている。

## 関連事項
- 日本の古墳一覧#宮城県
- 北海道・東北地方の史跡一覧
- 装飾古墳